# Andreas Kotelnik
Andreas Kotelnik (ukrainisch Андрій Котельник/Andrij Kotelnyk; * 29. Dezember 1977 in Lemberg, Ukrainische SSR, Sowjetunion) ist ein ehemaliger ukrainischer Profiboxer und Weltmeister im Halbweltergewicht nach Version der WBA.

## Amateurkarriere
Kotelnik gewann als Amateur 135 von 150 Kämpfen. 1995 gewann er die Goldmedaille im Fliegengewicht bei den Junioren-Europameisterschaften in Ungarn und schlug dabei die Starter aus Polen, Deutschland, Moldawien, Ungarn und Italien. Zudem siegte er im selben Jahr auch beim Jugendturnier „Black Diamonds“ in Polen.
1997 gewann er das Turnier „Trofeo Italia“ in Italien und startete bei den Weltmeisterschaften 1997 in Ungarn, wo er im dritten Kampf gegen den Deutschen Falk Huste ausschied. 1998 sicherte er sich jeweils Gold beim „Multi Nations Tournament“ in England und dem „Feliks Stamm Tournament“ in Polen. Bei den Goodwill Games in den USA unterlag er hingegen im Viertelfinale gegen Andrey Kozlovskiy.
1999 siegte Kotelnik beim „Strandja Tournament“ in Bulgarien durch einen Finalsieg gegen Mario Kindelán und schlug bei einem Turnier in Thailand auch Non Boonjumnong.
Im Jahr 2000 nahm er an den Olympischen Spielen in Sydney teil und kämpfte sich im Leichtgewicht gegen Larry Semillano, Raymond Narh, Nurschan Karimschanow und Cristián Bejarano ins Finale vor, wo er diesmal gegen Mario Kindelán verlor und die Silbermedaille errang.

## Profikarriere
Nach den Olympischen Spielen wechselte Kotelnik in das Profilager und unterschrieb beim Hamburger Boxstall Universum Box-Promotion. Nach 23 Siegen erhielt er am 21. Oktober 2004 die Gelegenheit gegen Souleymane M'baye in Frankreich einen Ausscheidungskampf des WBA-Verbandes, um das Recht auf einen Weltmeisterschaftskampf, zu bestreiten. Kotelnik verlor dieses Duell gegen M'baye umstritten nach Punkten. Seine zweite knappe und kontroverse Niederlage musste er neun Monate später in Nottingham gegen Junior Witter im Kampf um die Europameisterschaft im Halbweltergewicht hinnehmen.
Anschließend wurde von seinem Promoter Universum ein Duell gegen seinen Stallkollegen Muhammadqodir Abdullayev angesetzt. Kotelnik konnte sich klar nach Punkten durchsetzen, Abdullayev beendete daraufhin seine Karriere. Am 10. März 2007 kam es in Liverpool zum Rückkampf gegen Souleymane M'baye, der inzwischen den vakanten WBA-Weltmeistertitel gewonnen hatte. Der Kampf endete wiederum umstritten mit einem Unentschieden, wodurch M'baye seinen Titel verteidigen konnte. Aufgrund des kontroversen Urteils blieb Kotelnik allerdings auf Position eins der WBA-Weltrangliste und Pflichtherausforderer.
M'baye verlor den WBA-Titel in seinem nächsten Kampf an den Briten Gavin Rees, der daraufhin gegen Kotelnik antreten musste. Der Kampf fand am 22. März 2008 in Cardiff statt und wurde von Kotelnik durch technischen K. o. in der zwölften Runde gewonnen. Die erste Verteidigung der WBA-Weltmeisterschaft bestritt er am 13. September 2008 in seiner Heimatstadt Lemberg gegen den Japaner Norio Kimura. Er gewann diesen Kampf durch eine einstimmige Punktentscheidung.
Am 7. Februar 2009 verteidigte er in der Rostocker Stadthalle gegen den zuvor noch ungeschlagenen Argentinier Marcos René Maidana seinen Titel. Er siegte knapp nach Punkten (115:114, 115:113, 113:115). In seiner dritten Titelverteidigung am 18. Juni 2009 in Manchester verlor Kotelnik den WBA-Titel jedoch an Amir Khan, dem er über zwölf Runden nach Punkten unterlag.
Im Mai 2010 unterschrieb Kotelnik beim US-amerikanischen Promoter Don King einen Drei-Jahres-Vertrag. Am 7. August 2010 unterlag er in Saint Louis dem WBC- und IBF-Weltmeister Devon Alexander einstimmig nach Punkten (112:116, 112:116, 112:116). Nach längerer Inaktivität beendete er schließlich im Jahr 2014 seine Karriere.